# 최근 피에몬테에서의 대학살
《피에몬트에서의 늦은 학살에 관하여》는 1655년 4월 사보이아 공작 카를로 에마누엘레 2세의 군대에 의해 피에몬테에서 일어난 부활절 학살에 영감을 받은 영국의 시인 존 밀턴의 소네트이다.

## 역사와 배경

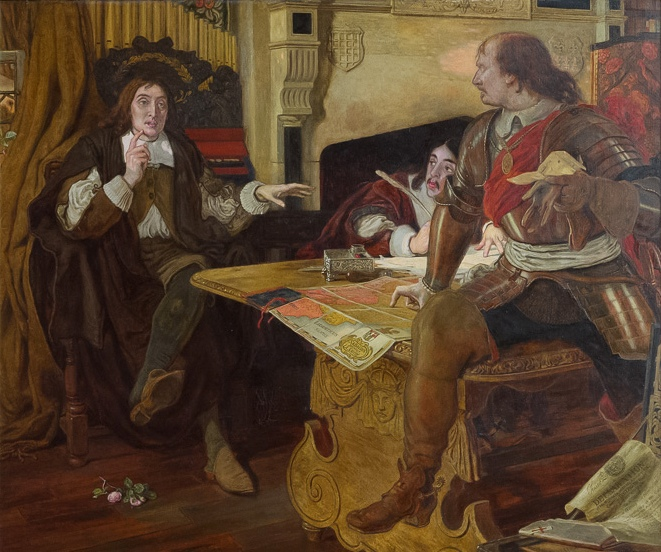
Ford Madox Brown의 그림 Cromwell, Protector of the Vaudois, Milton(왼쪽), Cromwell 및 대학살에 대한 대응을 준비하는 앤드류 마벨

1487년, 프랑스 남부에서 십자군 전쟁이 일어난 직후, 교황 인노첸시오 8세는 그의 관심을 북부 이탈리아의 발덴시아로 돌렸다. 그 단체는 가톨릭에 순응하기를 거부한 후 교회에서 파문되었다. 사보이아 공작 카를로 1세가 그의 영토에 평화를 가져오기 전에 일련의 공격이 있었다.
1655년 사보이아 공작 카를로 에마누엘레 2세는 공격을 재개했다. 그는 그들에게 땅을 팔고 마을을 떠나거나, 혹은 가톨릭 미사에 참석하기 위해 20일의 시간을 주었다. 많은 마을 사람들이 도망쳤다는 것을 알았을 때, 그는 군대를 보내기 위해 거짓 봉기를 일으켰다. 조례의 일부로서 그는 마을 사람들에게 부대를 그들의 집에 피난시킬 것을 요구했다. 명령은 필요치 않았지만, 의심을 사지 않고 군대를 백성과 가깝게 할 수 있는 방법이었다.
1655년 4월 24일, 그들에 대한 공격을 개시하라는 명령이 내려졌다. 이들은 발도파 신도들을 공격할 이유를 넘어섰다. 그들은 약탈, 강간, 고문, 살인이라는 이유 없는 군사 작전을 벌였다고 보고되었다. 사망자는 약 2,000명으로 추산되며, 다른 2,000명은 강제로 가톨릭으로 개종했다. 살인에 대한 소식은 유럽 전역으로 빠르게 퍼졌고, 생존자들을 그 지역에서 제거하고 그들을 안전한 곳으로 데려오기 위해 많은 노력을 기울였다. 이 대학살의 사건들은 존 밀턴의 소네트 "피에몬트의 후기 대학살에 대하여"의 영감과 작곡을 이끌어낸 것이다.

## 밀턴의 소네트
존 밀턴은 이 사건을 모티브로 한 소네트 <On the Late Massacre in Piemont>를 발표하였다.
시의 내용은 다음과 같다.
Avenge O Lord thy slaughter'd Saints, whose bones(복수하소서, 오 신이여, 학살당한 당신의 성인들의 뼈가)
Lie scatter'd on the Alpine mountains cold,(알프스 산위에 차갑게 흩뿌려져 있나니)
Ev'n them who kept thy truth so pure of old(당신의 오래되고 순수한 진리를 지켜왔던 그들조차)
When all our Fathers worship't Stocks and Stones,(모든 조상들이 돌과 나무를 숭배할 때)
Forget not: in thy book record their groanes(그들을 잊지 마소서, 당신의 책에 그들의 신음을 기록하소서)
Who were thy Sheep and in their antient Fold(당신의 양이자 예전부터 섬겨왔던 이들을)
Slayn by the bloody Piemontese that roll'd(피의 피그몬테가의 사람들이 굴림에 의해 잔혹하게 학살된)
Mother with Infant down the Rocks. Their moans(엄마와 아이를 저 바위 아래로, 그들의 고통은)
The Vales redoubl'd to the Hills, and they(계곡에서 언덕으로, 또 그들은)
To Heav'n. Their martyr'd blood and ashes sow(하늘로 울려 퍼졌습니다. 그들의 순결한 피와 재는 뿌려졌습니다)
O're all th' Italian fields where still doth sway(아직도 폭군이 지배하는 모든 이탈리아의 땅에)
The triple Tyrant: that from these may grow(삼중의 폭군으로부터 온 것들은 자라나서)
A hunder'd-fold, who having learnt thy way(그럼 백배나 많은 사람들이 당신의 뜻을 배워)
Early may fly the Babylonian wo.(일찍이 바빌로니아의 화를 피할 수 있을 것입니다)

## 같이 보기
- 발도파
- 크롬웰
- 존 밀턴